# Miasto Rijeka
Miasto Rijeka (chorw. Grad Rijeka) – jednostka administracyjna w Chorwacji, w żupanii primorsko-gorskiej. W 2011 roku liczyła 128 624 mieszkańców.